# Veľká Ida
Veľká Ida este o comună slovacă, aflată în districtul Košice-okolie din regiunea Košice. Localitatea se află la altitudinea de 218 m deasupra n.m., se întinde pe o suprafață de 31,01 km2 și în 2017 număra 3.714 locuitori.

## Istoric
Localitatea Veľká Ida este atestată documentar din 1251.

## Demografie
| An:                | 1994 | 2004    | 2014    | 2024    |
| ------------------ | ---- | ------- | ------- | ------- |
| Număr de persoane: | 2451 | 2965    | 3485    | 4232    |
| Diferență:         |      | +20,97% | +17,53% | +21,43% |

| An:                | 2023 | 2024   |
| ------------------ | ---- | ------ |
| Număr de persoane: | 4140 | 4232   |
| Diferență:         |      | +2,22% |